# Dicranota aberrans
Dicranota (Ludicia) aberrans là một loài ruồi trong họ Pediciidae. Chúng phân bố ở vùng sinh thái Palearctic.